# Provincia Modena
Modena este o provincie în regiunea Emilia-Romagna în Italia.